# Escudo de Sabah
El escudo de armas de Sabah de 1982 a 1988 originalmente tenía un martín pescador como figura central.  Durante ese período el gobierno del estado de Sabah escogió cambiar la figura por una parecida a la de un bucerótido de Sarawak, en memoria de la historia común de ambos estados como estados vasallos de Brunéi en tiempos pre-británicos. Sabah había adoptado el martín pescador por sus “gitanos marinos de Bajau”, quienes son políticamente poderosos en la administración estatal y también porque otro grupo indígena poderoso, los Bruneanos de Brunéi se identifican con esa ave.  Tanto los Bajaus como los Bruneanos son pescadores por tradición y entre los nativos de Borneo los pájaros son considerados mensajeros de los dioses.  El pájaro agorero para los pescadores es el martín pescador.  La tribu nativa mayoritaria, los Kadazanes o Dusunes que viven en el interior se identifican con el martín pescador en menor grado ya que este pájaro se halla generalmente dentro de su principal grupo ocupacional, los agricultores de arroz.

## Escudos de armas antiguos

1963–1982
1982–1988

## Escudo de armas actual de Sabah
El escudo de armas actual de Sabah se estableció oficialmente el 16 de septiembre de 1988.  Los dos brazos que portan la bandera del estado de Sabah representan la unidad y la armonía hacia el progreso y el éxito entre sus ciudadanos multirraciales.  El lema del estado es "Sabah Maju Jaya", que significa “Que Prospere Sabah”.
La silueta del Monte Kinabalu representa al Estado de Sabah.
Los cinco colores representan las cinco cualidades del Estado de Sabah:
- El zircón azul representa la paz y la calma.
- El color azul turquesa repesenta la unidad y la prosperidad.
- El color azul Francia representa la fuerza y la armonía.
- El color blanco representa la pureza y la justicia.
- El color rojo representa el coraje y la determinación.

- Datos: Q4487708
- Multimedia: Coats of arms of Sabah / Q4487708